# Katrina Bowdenová
Katrina Bowdenová (* 19. září 1988 Wyckoff) je americká herečka a modelka. Je absolventkou Immaculate Heart Academy a v roce 2005 se objevila ve videoklipu k písni „Dance, Dance“ skupiny Fall Out Boy. První hereckou příležitost dostala o rok později v seriálu One Life to Live. Největší úspěch jí přinesla role Cerie v sitcomu Studio 30 Rock, za kterou získala Screen Actors Guild Awards za nejlepší obsazení (komedie). V roce 2008 natočila svůj první film Sex Drive. V roce 2011 ji časopis Esquire zvolil „nejvíce sexy žijící ženou“. Jejím manželem je od roku 2013 Ben Jorgensen, zpěvák skupiny Armor for Sleep.

## Filmografie
- 2008 Sex Drive
- 2009 Zkratka ke smrti
- 2010 Tucker & Dale vs. Zlo
- 2012 Piraňa 3DD
- 2012 Prci, prci, prcičky: Školní sraz
- 2012 Vražedný dech
- 2013 Mládeži nepřístupno
- 2013 Nurse 3D
- 2013 Scary Movie 5
- 2016 Hard Sell
- 2016 Monolith
- 2017 Framed by My Fiancé
- 2018 Fishbowl California
- 2018 Killing Diaz
- 2019 The Divorce Party